# Запрошення на вбиство
«Запрошення на вбивство» (англ. Invitation to a Murder) — американський детективний фільм-містерія 2023 року режисера Стівена Шимека, у головних ролях з Мішою Бартон, Крісом Браунінгом, Б'янкою А. Сантос і Метті Джайлзом. Він був випущений Lionsgate 25 квітня 2023 року.

## Сюжет
Міранда — лондонська флористка, яка мріє розгадувати таємниці вбивств, подібні до тих, про які вона читає в романах Агати Крісті. Її заповітне бажання починає збуватися, коли Міранда отримує запрошення провести вихідні у віддаленому особняку мільярдера-затворника Луї Фіндлі. Після прибуття на острів вона зустрічає персонал мільярдера та п'ятьох гостей, які приїхали з усього світу, включаючи вічно п'яного та цинічного американського журналіста Дона Вокера. Незабаром один із гостей Фіндлі виявлений по-звірячому вбитим, що змушує інших відвідувачів турбуватися про те, хто стане наступною жертвою. І тепер Міранда має застосувати власні дедуктивні навички, щоб з'ясувати, хто ж є вбивцею.

## Акторський склад
| Актор           | Роль                   |
| --------------- | ---------------------- |
| Міша Бартон     | Міранда Грін           |
| Кріс Браунінг   | Дональд Вокер          |
| Шеймус Девер    | Лоуренс Кейн           |
| Б'янка Сантос   | Кармен Бланко          |
| Джайлз Метті    | доктор Філіп Армстронг |
| Грейс Лінн Кунг | Лу Ван                 |
| Джеймс Урбаняк  | Гордон                 |
| Емі Слоун       | Кетрін                 |
| Алекс Хайд-Вайт | Шон                    |